# Laurent Carnol
Laurent Carnol (Ettelbruck, 17 d'octubre de 1989) és un nedador luxemburguès. Carnol és reconegut internacionalment sobretot per la seva especialització en curses de braça.
Carnol va aconseguir adjudicar-se els records nacionals de braça masculina de 100 metres (1:01.39) i 200 metres (2:09.78) en el Campionat d'Europa de 2010 celebrat a Budapest i en les proves europees de 2012 celebrades a Ciutat de Luxemburg, respectivament.
Carnol és membre de l'equip SC Le Dauphin Ettelbruck, i està entrenat per Ian Armiger. Actualment estudia química a la Universitat de Loughborough, a Leicester (Anglaterra).
L'any 2012 fou guardonat amb el premi a l'Esportista Luxemburguès de l'Any.

## Biografia
Carnol va néixer a Ettelbruck, al ducat de Luxemburg, el 17 d'octubre de 1989. El seu debut oficial, amb només 19 anys, es va produir en el transcurs dels Jocs Olímpics de 2008 celebrats a Pequín (Xina). El nadador luxemburguès va aconseguir classificar-se per disputar la prova de 200 metres braça al marcar un temps de 2:17.29 en els campionats aquàtics europeus celebrats a Eindhoven aquell mateix any. Carnol va competir amb uns altres set nadadors en la segona ronda de classificació, entre els quals hi havia l'islandès tres vegades olímpic Jakob Jóhann Sveinsson. Carnol va quedar en tercera posició, a 0.29 de Sveinsson, amb un temps total de2:15.87. Malauradament no va poder classificar-se per les semifinals, ja que en total va quedar en 40a posició.
Quatre anys més tard Carnol va tornar a classificar-se per uns Jocs Olímpics. Amb 23 anys, el nadador luxemburguès va aconseguir la marca mínima per disputar els Jocs Olímpics de 2012, celebrats a Londres. La marca la va assolir durant la trobada europea de Ciutat de Luxemburg, on va fer un temps de 2:09.78 en el 200 metres braça. En el primer matí dels preliminars, Carnol va imposar-se en la segona tongada de la competició de 100 metres braça amb gairebé mig segon d'avantatge per davant del serbi Čaba Silađi, amb un temps de 1:01.46. La seva victòria, no obstant, no va ser suficient per permetre-li el pas a la següent ronda, ja que Carnol va acabar en vint-i-sisena posició. En els 200 metres, no obstant, Carnol va assolir el dotzè millor temps, amb 2:10.83, fet que li assegurà la participació en les semifinals. Carnol va estar a punt d'entrar a la final dels 200 metres, però finalment se'n quedà fora per 0.03 centèsimes de segon, temps que li tragué el nova-zelandès Glenn Snyders per passar-li per davant. Tot i així, Carnol s'havia convertit en el primer luxemburguès de la història en disputar unes semifinals olímpiques de natació.